# 라오도코스
라오도코스(Laodocos)는 그리스 신화에 나오는 아폴론이 프티아와의 사이에서 낳은 아들이다. 라오도코스는 형제인 도로스, 폴리포이테스와 함께 코린토스 만 북쪽에 살던 쿠레테스 부족의 나라를 다스렸다. 그러나 펠로폰네소스 반도의 엘레이아에서 건너온 아이톨로스가 라오도코스와 그의 형제들을 모두 죽이고 나라를 빼앗았다. 그 뒤로 그 지역을 아이톨리아라고 부르게 되었다고 한다.